# Melitaea gurtleri
Melitaea gurtleri är en fjärilsart som beskrevs av Jonkl 1908. Melitaea gurtleri ingår i släktet Melitaea och familjen praktfjärilar. Inga underarter finns listade i Catalogue of Life.